# Germain Fauveau
Pour les articles homonymes, voir Fauveau.
Germain Fauveau est un homme politique français né le 14 février 1795 à Lorient (Morbihan) et mort le 25 décembre 1873 à Brest (Finistère).

## Biographie
Sorti de l'école Polytechnique en 1814, il devient ingénieur de la Marine à Brest. Il est député du Finistère de 1848 à 1849, votant avec le parti du général Cavaignac. Battu en 1849, il devient directeur des constructions navales du port de Brest et prend sa retraite en 1858.

## Sources
- « Germain Fauveau », dans Adolphe Robert et Gaston Cougny, Dictionnaire des parlementaires français, Edgar Bourloton, 1889-1891 [détail de l’édition]